# 아르헨티나의 국기
아르헨티나의 국기는 1812년 2월 27일에 제정되었으며 현재의 국기는 2010년 11월 23일에 표준화되었다. 하늘색, 하얀색, 하늘색으로 구성된 가로 줄무늬 바탕 가운데에 32줄기의 햇살을 가진 5월의 태양이 그려져 있다. 5월의 태양 디자인은 1818년에 국기에 추가되었다. 민간기와 상선기는 5월의 태양 디자인이 생략된 형태의 기를 사용한다.
하늘색과 하얀색은 아르헨티나 독립 전쟁이 일어나던 1810년 마누엘 벨그라노 장군이 이끌던 아르헨티나 민병대들이 로사리오 근처에서 스페인 식민지군을 무찌르고 승리한 것을 기념해 국기의 색으로 사용한 색으로 당시 병사들의 군복 색상이었던 하늘색과 하얀색에서 유래되었다. 5월의 태양은 아르헨티나가 스페인으로부터 독립하는 계기가 된 1810년에 일어난 5월 혁명을 의미한다.

## 색상
| 색상 | 하늘색                | 하양                  | 노랑                 | 갈색                |
| ---- | --------------------- | --------------------- | -------------------- | ------------------- |
| RGB  | 117–170–219 (#75AADB) | 255–255–255 (#FFFFFF) | 252–191–73 (#FCBF49) | 132–53–17 (#843511) |

## 그 외의 기

민간기, 상선기
해군기
육상용 대통령기
해상용 대통령기

## 역대 아르헨티나의 국기

1785년 이전까지 사용된 기 (스페인의 부르고뉴 십자가 그려진 기)
1785년부터 1812년까지 사용된 기 (스페인의 국기)
1812년 마누엘 벨그라노가 사용한 기
1816년부터 사용된 기
1818년부터 사용된 기
1830년 연방동맹이 사용한 기
1840년에 사용된 기
1852년에 사용된 기
1861년부터 2010년까지 사용된 기
아라우카니아 파타고니아 왕국의 국기 (1860년-1862년)

## 같이 보기
- 5월의 태양